# 索哈切夫
52°14′N 20°14′E / 52.233°N 20.233°E
索哈切夫（波蘭語：Sochaczew）是波兰马佐夫舍省索哈切夫縣的城镇型市镇及县治，位于首都华沙西边约50公里处。市镇面积为26.13平方公里，2023年时人口数量为33,456人。